# Lumen in Christo
Lumen in Christio (Latijn voor "(het) licht in Christus") is een compositie van de Amerikaanse componist Howard Hanson. Hanson schreef het voor dameskoor en symfonieorkest ter gelegenheid van het 50-jarig bestaan van het Nazareth College (toen alleen voor vrouwen) in Rochester (New York). De teksten zijn onder meer gebaseerd op Genesis en 4 Ezra, die over licht gaan. De compositie is dan ook licht van karakter. De Bijbeltekst wordt begeleid door muziek in de Gregoriaanse stijl en andere kerktoonsoorten. De maatsoort van de compositie verschuift bij ongeveer elke nieuwe maat. De tekst Lumen in Christio komt driemaal voor, in het begin, midden en in de slotpassage:
- Lumen, lumen in Christo, Amen
- Lux aeterna, Amen
- Lux aeterna. ….

Hanson heeft thema's s van Joseph Haydn en Georg Friedrich Händel in de compositie verwerkt, maar hij vond het te veel werk om uit te zoeken hoeveel, toen hem daarom gevraagd werd.

## Delen
1. Largo
2. Andante

## Bron en discografie
- Uitgave Delos International: Gerhard Schwarz met het koor en orkest van het Seattle Symphony.